# Tola (figlio di Issachar)
Tola era uno dei figli di Issacar che vennero in Egitto con altri parenti di Giacobbe.
I figli di Tola e alcuni nipoti furono capostipiti di famiglie della tribù di Issacar.
I componenti di queste famiglie venivano chiamati tolaiti.